# Рутковський Олександр Григорович
Олександр Григорович Рутковський (8 грудня 1947, Магнітогорськ, Челябінська область, РРФСР — 28 липня 2017, Київ, Україна) — радянський, український кінознавець. Кандидат мистецтвознавства (1985). Академік Євразійської Телеакадемії БАТА (2002).

## Біографія
Народився в родині інженера-металурга. Закінчив історичний факультет Київського державного університету ім. Т. Г. Шевченка (1971) та аспірантуру Всесоюзного державного інституту кінематографії (1985). Захистив кандидатську дисертацію на тему «Принципи та методика жанрового аналізу фільму» (1985).
Працював в Інституті археології, а з 1977 р. — у відділі кінознавства Інституту мистецтвознавства, фольклористики та етнології ім. М. Т. Рильського НАН України. Старший науковий співробітник.
Друкувався з 1978 р. Автор низки сценаріїв для телебачення, статей у наукових збірниках та періодичній пресі. Член Національної Спілки кінематографістів України.
Помер після важкої хвороби 28 липня 2017 року у Києві.

## Погляди
Був членом Партії регіонів. Під час російсько-грузинської війни 2008 року підтримав Росію, намагався переконати грузинського режисера Отара Іоселіані у вірності путінських дій. У 2014 році заявив, що російська окупація Криму є «природним наслідком 22-річного гноблення російської мови та культури у незалежній Україні», а Революція гідності — «бандерівська та терористична».